# Glass, a portrait of Philip in Twelve Parts
Pour plus de détails, voir Fiche technique et Distribution.
Glass, a portrait of Philip in Twelve Parts est un documentaire australo-américain réalisé par Scott Hicks. 

## Synopsis
Pendant toute l'année 2005, Scott Hicks a suivi le compositeur Philip Glass pour son 70e anniversaire. Divisé en douze parties, ce documentaire aborde le travail de l'artiste mais aussi des aspects plus personnels de sa vie, que ce soit sa vie familiale ou son rapport à la spiritualité.

## Fiche technique
- Titre : Glass, a portrait of Philip in Twelve Parts
- Réalisation : Scott Hicks
- Musique : Philip Glass
- Photographie : Scott Hicks
- Montage : Stephen Jess
- Production : Scott Hicks et Susane Preissler
- Société de production : Independent Media, Kino Films et Mandalay Motion Pictures
- Société de distribution : Koch Lorber Films (États-Unis)
- Pays :  Australie et  États-Unis
- Genre : Documentaire
- Durée : 119 minutes
- Dates de sortie : 
  -  Canada : 2 septembre 2007 (Festival international du film de Toronto)

## Intervenants
- Philip Glass
- Martin Scorsese
- Woody Allen
- Errol Morris
- Chuck Close
- Ravi Shankar

## Autour du film
- C'est la deuxième fois que Scott Hicks traite d'un musicien après David Helfgott pour Shine
- Présenté au festival de Toronto 2007